# Boarmia extincta
Boarmia extincta là một loài bướm đêm trong họ Geometridae.